# SERENDIP
SERENDIP (acronim de la Search for Extraterrestrial Radio Emissions from Nearby Developed Intelligent Populations; cu sensul de Căutarea emisiilor radio extraterestre de la populațiile inteligente dezvoltate din apropiere) este un program Search for Extra-Terrestrial Intelligence (SETI, Căutarea vieții extraterestre inteligente) creat de Centrul de Cercetare SETI Berkeley de la Universitatea din California, Berkeley.
SERENDIP profită de observațiile în curs de desfășurare cu radiotelescoape „mainstream” în cadrul programelor „piggy-back” sau „comensal”. În loc să aibă propriul program de observare, SERENDIP analizează datele radiotelescopului din spațiul îndepărtat pe care le obține în timp ce alți astronomi folosesc telescopul.

## Context

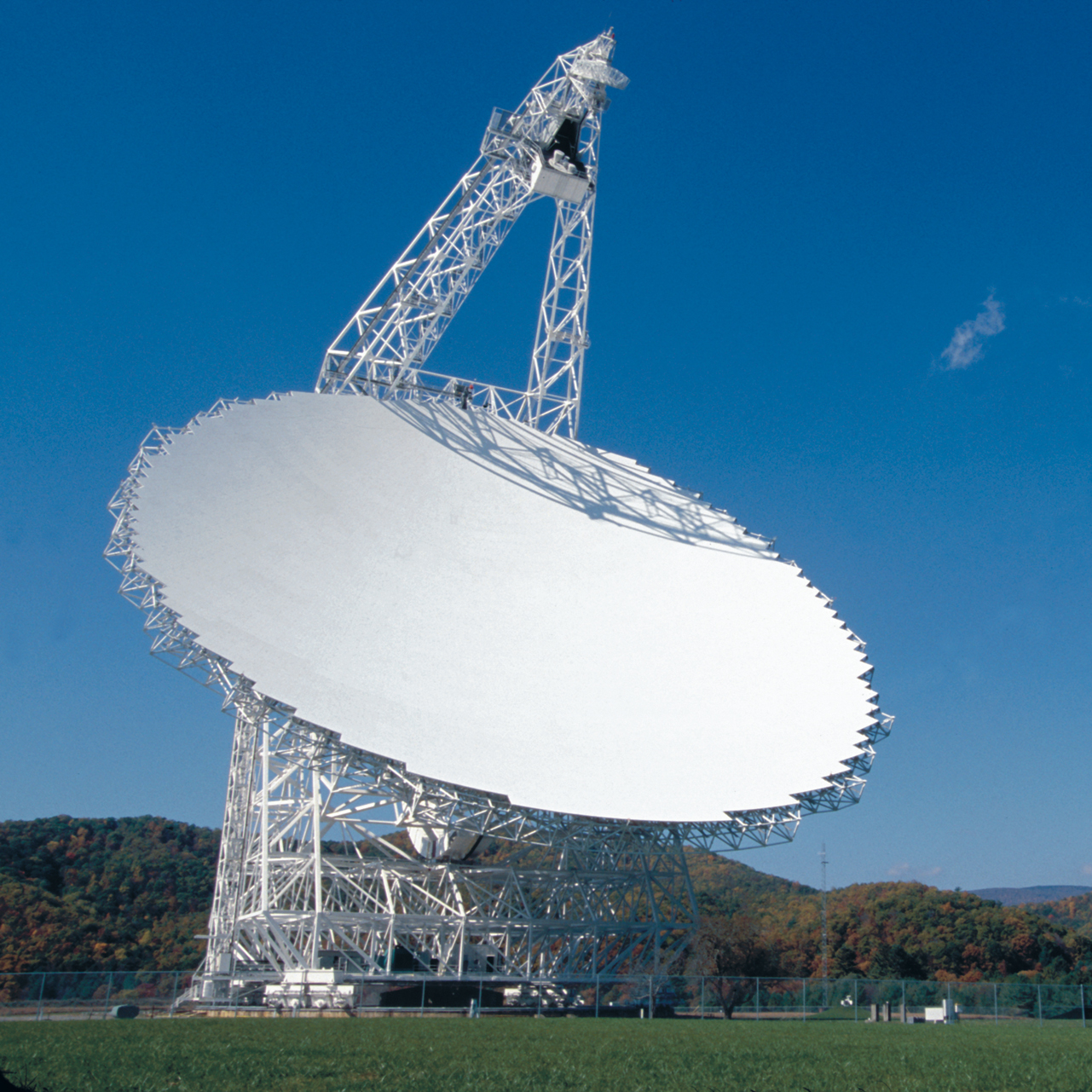
Telescopul Green Bank din Comitatul Pocahontas, Virginia de Vest.

Instrumentul inițial SERENDIP a fost un spectrometru radio analogic cu 100 de canale care acoperă 100 kHz de lățime de bandă. Instrumentele ulterioare au fost semnificativ îmbunătățite, numărul de canale dublându-se aproximativ în fiecare an. Aceste instrumente au fost utilizate la un număr mare de telescoape, inclusiv telescopul NRAO 90m de la Green Bank și telescopul Arecibo de 305m.
Observațiile SERENDIP au fost efectuate la frecvențe cuprinse între 400 MHz și 5 GHz, majoritatea observațiilor fiind în fereastra spectrului electromagnetic situată între 1420 și 1666 MHz, adică la lungimi de undă între 18 și 21 de centimetri (așa-zisul punct sau gaură de apă). Această fereastră este delimitată de radicalul hidroxil, care are o linie de emisie la 18 centimetri, și de hidrogen, care are una la 21 de centimetri. Cei doi compuși împreună formează apa, de unde și numele acestui interval de lungimi de undă.

## Proiecte
SERENDIP V a fost instalat la Observatorul Arecibo în iunie 2009. Instrumentul digital back-end era un spectrometru digital cu 128 de milioane de canale bazat pe FPGA care acoperă 200 MHz de lățime de bandă.
Următoarea generație de experimente SERENDIP, SERENDIP VI a fost implementată în 2014 atât la Arecibo, cât și la Telescopul Green Bank. SERENDIP VI va căuta, de asemenea, emisii radio rapide, în colaborare cu oameni de știință de la Universitatea din Oxford și Universitatea West Virginia.

## Constatări
Programul a găsit aproximativ 400 de semnale suspecte, dar nu există suficiente date pentru a demonstra că acestea aparțin inteligenței extraterestre. În septembrie-octombrie 2004, mass-media a scris despre sursa radio SHGb02+14a și despre originea sa artificială, dar examinarea sa academică nu a putut confirma legătura sa cu o civilizație extraterestră. În prezent, nu există descoperiri confirmate de semnale extraterestre.